# ハーレムエース2
『ハーレムエース2』は、2011年1月にネットより発売されたパチスロ機（5号機）。ボーナスのみで出玉を増やすゲーム性である。
主人公サクラが、美少女航空遊撃隊「ドールズ・ハウス」のメンバーと空中戦・椅子取り・ビーチバレーなどの対決を繰り広げる。

## 仕様
3種類のBIG BONUSとSAKURA BONUS（CB）を搭載。
- BIG BONUS - 青7揃いで、345枚を超える払い出しで終了（最大純増枚数311枚）。
- CHALLENGE BONUS - サクラ柄揃いで、345枚を超える払い出しで終了（最大純増枚数312枚）。
- HYPER BIG BONUS - 青7-青7-白7揃いで、344枚を超える払い出しで終了（最大純増枚数335枚）。
- SAKURA BONUS - 青7-青7-サクラ柄揃いで、150枚を超える払い出しで終了（平均純増枚数130枚）。

また、天井RTであるSAKURA TIMEは、前回のボーナスによって発動までのゲーム数が変動する。

## スペック
| 設定 | BB確率 | RB確率 | ボーナス合算 | 機械割 |
| ---- | ------ | ------ | ------------ | ------ |
| 1    | 1/278  | 1/455  | 1/172        | 97.9%  |
| 2    | 1/276  | 1/394  | 1/162        | 99.4%  |
| 3    | 1/271  | 1/376  | 1/157        | 101.0% |
| 4    | 1/267  | 1/372  | 1/155        | 102.8% |
| 5    | 1/263  | 1/310  | 1/142        | 106.5% |
| 6    | 1/253  | 1/267  | 1/130        | 112.7% |

## 登場キャラクター
サクラ (SAKURA)
声 - 牧口真幸
本作ではドールズ・ハウスの掃討任務を受けている。
美少女航空遊撃隊「ドールズ・ハウス」
前作のハーレムキング軍団のメンバー6人と新メンバー3人で構成。新メンバー3人は空中戦のバトル演出にのみ登場する。
イチゴ (ICHIGO)
声 - 牧口真幸
前作からの続投組
パイ (PIE)
声 - 原島梢
前作からの続投組
ザクロ (ZACRO)
声 - 恒松あゆみ
前作からの続投組
ショコラ (CHOCOLA)
声 - 寺谷美香
前作からの続投組
マロン (MARRON)
声 - 溝邉祐子
前作からの続投組
アプリコット (APRICOT)
声 - み〜こ
前作からの続投組
ヨーコ (YOKO)
声 - 藤堂まり
新メンバー
アマレッティ (AMARETTI)
声 - 加藤英美里
新メンバー
シャルロット (CHARLOTTE)
声 - 片岡あづさ
新メンバー

## 俺のスロット
通称・俺スロ。本作より導入された携帯連動サービスで、ミッションクリア結果によりスロットの演出をカスタマイズできる。QRコードの読み込みが可能な携帯電話とスマートフォンで利用可能。
なおハーレムエース2の俺スロサービスは2012年1月末をもって終了し、以降はゲーム情報の登録に必要なパスワードの発行を受けられない。ネットでは、サービス終了時にコンテンツの全てを利用できる固定パスワードを公表しているため、それを利用してパチスロ遊技を行うことは引き続き可能である。
カスタム内容
ナビキャラ設定
サクラステージでナビゲーションを行うキャラクターを選択できる。
ミッションクリア結果により選択できるキャラクターが追加される。
Rio・水沢はのん等、本作以外のスロットのキャラクターも選択可能。
演出モード設定
小役ナビとバトル演出のバランスが取れたノーマルタイプ、小役ナビの比重が高くなる小役ナビタイプを選択できる。
特定のナビキャラを選択した場合は完全告知タイプに固定される。
キャラボイス設定
操作音をナビキャラ設定で選択したキャラクターーのボイスに出来る。
ステージカスタム
演出ステージを「サクラステージ」か「ドールズハウスステージ」のいずれかに固定できる。
この機能はナビキャラ設定・演出モード設定・キャラボイス設定と同時に設定できない。
小役カウンタ
通常ゲーム中のベル入賞回数とBIG BONUS中のスイカ入賞回数をカウントする。